# 什連克河
75°30′58″N 99°13′46″E / 75.51611°N 99.22944°E

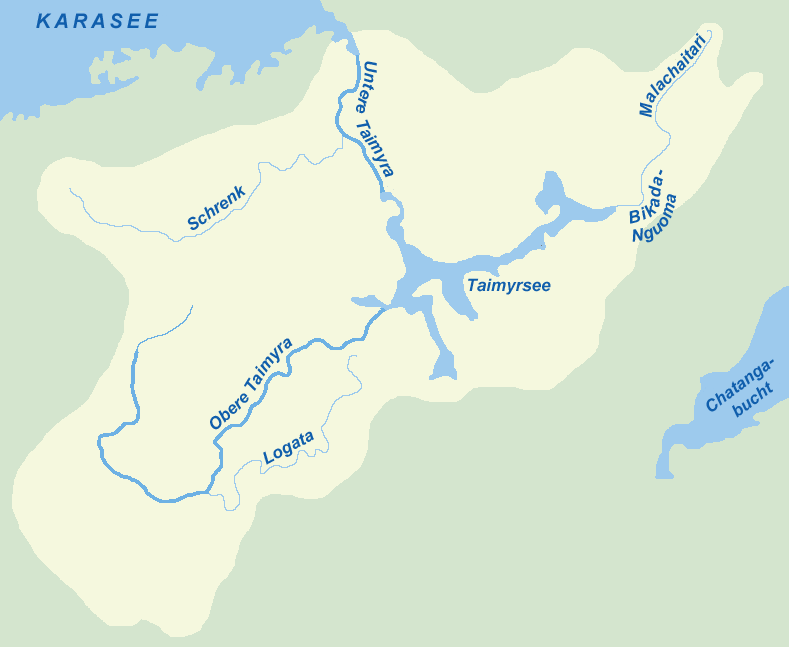

什連克河（俄语：Шренк），是俄羅斯的河流，位於該國中部克拉斯諾亞爾斯克邊疆區，屬於泰梅爾河的左支流，發源自貝蘭加山脈，河道全長372公里，流域面積11,800平方公里。